# Jugador del Siglo de la FIFA
El Jugador del Siglo de la FIFA fue un premio creado por la FIFA para decidir el mejor jugador de fútbol del siglo XX, la premiación se realizó en la Gala Anual de la FIFA celebrada en Roma el 11 de diciembre de 2000. Diego Maradona y Pelé fueron los ganadores. Maradona ganó el Premio basado en encuesta por Internet. A raíz de esta victoria, la FIFA organizó una encuesta entre los Funcionarios de la FIFA, periodistas y entrenadores, la cual ganó Pelé.

## Historia
Desde 1991 la FIFA concede unos premios al mejor jugador mundial en ese año.
El argentino Diego Maradona ganó la encuesta por Internet, con amplios márgenes, obteniendo el 53.6 % de los votos contra el 18.5 % de Pelé. Muchos observadores se quejaron por la naturaleza de la encuesta por Internet, porque significaba un sesgo demográfico de los aficionados más jóvenes que habrían visto a Maradona y no a Pelé. Esto se suma a una larga sucesión de conflictos entre Diego Maradona y la FIFA, institución a la que calificó de «corrupta» y «mafiosa», en varias oportunidades.
La polémica surge cuando, luego de conocerse los resultados de la votación popular, la FIFA decidió hacer una votación con los miembros de la Comisión de Fútbol de la institución y los suscriptores de la FIFA Magazine. En esta nueva votación el ganador fue Pelé por lo que había dos ganadores, decidiéndose en una reunión extraordinaria el otorgar dos premios.
Ante los cuestionamientos de ambos lados, la FIFA toma una decisión salomónica y dice:

Decidimos dar dos premios, uno a Maradona, que le ha votado el jurado popular, sobre todo la gente joven que es la que se asoma a Internet y otro es el del mundo del fútbol que ve a Pelé como un grande, dentro y fuera del terreno de juego.
FIFA, 2002.

El astro argentino dijo a la prensa, luego de conocerse esta decisión:

Sabía que si ganaba iban a querer cambiar las reglas, pero debieron hacerlo antes y no cuando la gente ya votó, porque si hubiera triunfado Pelé por el voto popular yo lo hubiera aceptado, como lo hice cuando ocupé el puesto número 12 en una elección hecha entre dirigentes de la FIFA. 
[...]
Si los jóvenes hubieran votado al más conocido, Di Stefano no habría salido tercero.
Diego Maradona.

## Jugador del siglo FIFA
El reconocimiento a mejor jugador del siglo fue decidido por la Comisión de Fútbol de la institución y los suscriptores de la FIFA Magazine. El reconocimiento consideró llevar a efecto una votación popular abierta en la que el argentino Diego Maradona fue quien recibió más votos.

### Votación de profesionales y periodistas
| Posición | Jugador            | Nacionalidad      | Porcentaje |
| -------- | ------------------ | ----------------- | ---------- |
| 1        | Pelé               | Brasil            | 72.75 %    |
| 2        | Alfredo Di Stéfano | Argentina/ España | 9.75 %     |
| 3        | Diego Maradona     | Argentina         | 6.0 %      |
| 4        | Franz Beckenbauer  | Alemania          | 2.5 %      |
| 5        | Johan Cruyff       | Países Bajos      | 2 %        |
| 6        | Michel Platini     | Francia           | 1 %        |
| 6        | Garrincha          | Brasil            | 1 %        |
| 6        | Zico               | Brasil            | 1 %        |

### Votación popular de internet
El estamento consideró llevar a efecto una votación popular abierta a través de internet al igual que en el resto de reconocimientos para conmemorar el cierre del siglo. En la de mejor jugador masculino, el argentino Diego Maradona fue quien recibió más votos.
| Posición | Jugador            | Nacionalidad      | Porcentaje |
| -------- | ------------------ | ----------------- | ---------- |
| 1        | Diego Maradona     | Argentina         | 56.60 %    |
| 2        | Pelé               | Brasil            | 18.53 %    |
| 3        | Eusébio da Silva   | Portugal          | 6.21 %     |
| 4        | Roberto Baggio     | Italia            | 5.42 %     |
| 5        | Romário            | Brasil            | 1.69 %     |
| 6        | Marco van Basten   | Países Bajos      | 1.57 %     |
| 7        | Ronaldo            | Brasil            | 1.55 %     |
| 8        | Franz Beckenbauer  | Alemania          | 1.50 %     |
| 9        | Zinedine Zidane    | Francia           | 1.34 %     |
| 10       | Rivaldo            | Brasil            | 1.19 %     |
| 11       | Zico               | Brasil            | 1.15 %     |
| 12       | Garrincha          | Brasil            | 1.08 %     |
| 13       | Johan Cruyff       | Países Bajos      | 0.87 %     |
| 14       | Alfredo Di Stéfano | Argentina/ España | 0.68 %     |
| 15       | Michel Platini     | Francia           | 0.58 %     |
| 16       | Bobby Charlton     | Inglaterra        | 0.39 %     |
| 17       | Ferenc Puskás      | Hungría           | 0.37 %     |
| 18       | Lothar Matthäus    | Alemania          | 0.37 %     |
| 19       | Lev Yashin         | Unión Soviética   | 0.36 %     |
| 20       | George Best        | Irlanda del Norte | 0.32 %     |
| 21       | Dino Zoff          | Italia            | 0.24 %     |
| 22       | Didí               | Brasil            | 0.22 %     |
| 23       | Stanley Matthews   | Inglaterra        | 0.18 %     |
| 24       | George Weah        | Liberia           | 0.18 %     |
| 25       | Bobby Moore        | Inglaterra        | 0.17 %     |
| 26       | Just Fontaine      | Francia           | 0.13 %     |
| 27       | Gerd Müller        | Alemania          | 0.11 %     |